# Harold Pinter
Harold Pinter (Londra, 10 ottobre 1930 – Londra, 24 dicembre 2008) è stato un drammaturgo, regista teatrale, attore teatrale, sceneggiatore, scrittore e poeta britannico.
Ha scritto per teatro, radio, televisione e cinema. Le sue prime opere sono considerate fra i capolavori del teatro dell'assurdo. Gli è stato assegnato il premio Nobel per la letteratura nel 2005.

## Biografia
(Alessandra Serra)
Pinter nacque ad Hackney, un distretto nord-orientale di Londra, il 10 ottobre del 1930 in una famiglia ebraica ashkenazita di origini ucraine e polacche, figlio di Hyman "Jack" Pinter (1902-1997), proprietario di una sartoria di capi d'abbigliamento femminile, e di Frances Moskowitz (1904-1992), una casalinga. Studiò presso la Hackney Downs Grammar School e, per breve tempo, alla Royal Academy of Dramatic Art (RADA). Pubblicò da giovane alcune poesie e iniziò a recitare in teatro col nome d'arte di David Baron. La sua prima commedia, The Room, fu rappresentata per la prima volta dagli studenti dell'università di Bristol nel 1957.
The Birthday Party (rappresentato nel 1958) fu inizialmente un fiasco, nonostante la recensione positiva sul Sunday Times fattagli dal critico teatrale Harold Hobson. Tuttavia, il successo del suo lavoro successivo, The Caretaker (1960), la riportò in auge, facendole riscuotere un nuovo successo. Queste commedie ed altri dei suoi primi lavori, come The Homecoming (1964), sono a volte etichettate come "commedia della minaccia". Di solito cominciano con una situazione apparentemente innocente che diventa assurda e minacciosa poiché gli attori si comportano in modo inspiegabile sia per il pubblico che, a volte, per gli altri personaggi. Questo stile ha ispirato l'aggettivo "Pinteresque". Le opere di Pinter sono segnate dall'influenza di Samuel Beckett fin dall'inizio e i due divennero presto buoni amici.
Pinter negli anni settanta si dedicò maggiormente alla regia, cominciando come regista associato al Royal National Theatre nel 1973. I suoi lavori più recenti tendono ad essere più brevi e di argomento più politico, apparendo spesso come allegorie dell'oppressione. Fu negli anni settanta che Pinter si interessò maggiormente alla politica con un orientamento a sinistra. Egli cerca continuamente di portare all'attenzione dell'opinione pubblica casi di violazione dei diritti umani e di oppressione. Sui giornali britannici quali The Guardian e The Independent appaiono spesso lettere di Pinter.
Nel 1985 Pinter si recò in Turchia con il commediografo statunitense Arthur Miller, dove incontrò molte vittime dell'oppressione politica. Durante una cerimonia all'ambasciata statunitense in onore di Miller, invece dei convenevoli, Pinter parlò delle persone torturate con scosse elettriche ai genitali e per questo venne cacciato; Miller, per sostenerlo, lasciò l'ambasciata insieme a lui. L'esperienza di Pinter sull'oppressione in Turchia e la soppressione della lingua curda ispirarono la commedia del 1988 Mountain Language.
Pinter si oppose alla "guerra sporca" in Nicaragua e in generale al sostegno dato dagli Stati Uniti alle dittature latinoamericane; fu inoltre apertamente contrario sia all'invasione dell'Afghanistan che all'invasione dell'Iraq da parte degli Stati Uniti. Nel 2005 annunciò che avrebbe smesso di scrivere commedie per dedicarsi alla politica. Pinter fu dichiaratamente critico sulla guerra in Iraq e definì il presidente degli Stati Uniti Bush un "assassino di massa" e Blair un "idiota". Pinter fu un deciso oppositore dello stato di Israele, per poi però anche difendere pubblicamente lo stato ebraico dagli attacchi dei paesi arabi. La sua resta comunque una forte posizione umanitaria.
Pinter è stato insignito del CBE nel 1966 e proclamato Companion of Honour nel 2002, dopo aver precedentemente rifiutato la carica di cavaliere. È un sostenitore della coalizione RESPECT. Nell'ottobre 2005 l'Accademia di Svezia annunciò che Pinter era il vincitore del premio Nobel 2005 per la letteratura con la seguente motivazione: "nelle sue commedie [egli] scopre il baratro che sta sotto le chiacchiere di tutti i giorni e spinge ad entrare nelle stanze chiuse dell'oppressione". Nel 2006 gli viene invece conferito il Premio Europa per il teatro. Nel gennaio 2007 il primo ministro francese Dominique de Villepin gli ha assegnato la Legion d'onore.
Muore la vigilia di Natale del 2008 all'età di 78 anni. La notizia della sua scomparsa viene però diffusa solo il giorno dopo.

## Lavori cinematografici
Per il cinema Pinter ha sceneggiato opere sue e di altri: The Caretaker per la regia di Clive Donner (1963), Il servo (1963), L'incidente (1967) e Messaggero d'amore (1971) di Joseph Losey, Quiller memorandum di Michael Anderson (1966), Festa di compleanno di William Friedkin (1968), La donna del tenente francese diretto nel 1981 da Karel Reisz, Sleuth - Gli insospettabili diretto nel 2007 da Kenneth Branagh, e recitato nel film Mojo (1997) di Jez Butterworth e Mansfield Park (1999) di Patricia Rozema, adattamento cinematografico dell'omonimo romanzo di Jane Austen. Nel 1982 gli viene conferito il Premio Flaiano per la sceneggiatura.

## Vita personale
Nel 1977 Pinter causò uno scandalo pubblico lasciando la moglie, l'attrice Vivien Merchant, che aveva sposato nel 1956, per Antonia Fraser, la maggiore delle figlie del settimo Lord Longford, cattolica, che sposò poi nel 1980 dopo il proprio divorzio. La Merchant morì nel 1982. La commedia di Pinter Betrayal (1978) è a volte considerata una rappresentazione di questa storia d'amore, ma in realtà è basata su una relazione che l'autore aveva avuto sette anni prima con Joan Bakewell, una presentatrice televisiva.
In seguito Pinter ebbe uno scontro pubblico con il registra teatrale Peter Hall perché questi nel suo Diario di Hall del 1983 lo raffigurava come sovente ubriaco. I due, tuttavia, ritornarono amici la stagione successiva. Grande amico del drammaturgo Simon Gray, ne diresse 10 lavori teatrali e alcune riduzioni cinematografiche. Nel 2002 si sottopose a chemioterapia per un tumore esofageo e da allora la sua salute rimase fragile. Pinter è stato un grande tifoso di cricket e presidente del Gaieties Cricket Club. È stato anche membro onorario della National Secular Society.

## Premio Europa per il Teatro
Nel 2006 viene insignito del X Premio Europa per il teatro, a Torino, con la seguente motivazione:
Harold Pinter debutta come attore nel 1951. Nel 2005 vince il Premio Nobel per la Letteratura. In questo mezzo secolo ha ricoperto svariati ruoli: drammaturgo, scenografo, regista, poeta ed attore. Ma il suo maggiore merito consiste nella riscrittura delle regole del dramma. La sua poesia nasce dal parlare quotidiano, con le sue pause, le sue esitazioni e le ripetizioni. Egli esplora costantemente in ambito teatrale, come Proust nella narrativa, il potere pervasivo della memoria. In una serie di opere straordinarie, a partire da La stanza (1957) fino a Anniversario (2000), egli ha demolito l’idea dell’autore onnisciente: invece di manipolare i personaggi verso una determinata conclusione, Pinter presenta i fatti così come appaiono lasciando allo spettatore una piena libertà di interpretazione. Ma, per quanto Pinter sia un vero e proprio poeta teatrale, il suo lavoro e la sua vita si basano sull’impegno morale contro l’ingiustizia. È uno scrittore politico ma non perché sostenitore di una determinata ideologia di partito, quanto per il suo attacco contro lo sfruttamento della dignità umana e del linguaggio da parte di chi governa. Pinter mostra diverse sfaccettature: umorista di Cockney, è anche uno sceneggiatore esperto, un attore di grosso calibro e un inglese amante del cricket. Le opere di Pinter sono rappresentate in tutto il mondo perché toccano un tasto universale. E ciò che tutti vi riconoscono è l’esperienza comune di una vita vissuta nella paura e nell’ansia, alleviata solo temporaneamente dal ricordo di una felicità passata. Pinter parla ad un pubblico universale e alle generazioni non ancora nate; questo fa di lui il destinatario ideale del Premio Europa per il Teatro.
In quell'occasione Roger Planchon mise in scena, al Teatro Gobetti di Torino, The New World Order (1991), Press Conference (2002), Precisely (1984), Mountain Language (1988), One for the Road (1984) e Party Time (1991): sei brevi testi politici di Harold Pinter, nella traduzione francese inedita di Jean Pavans. Al Teatro Carignano di Torino andò in scena Pinter Plays, Poetry & Prose, con Charles Dance, Michael Gambon, Jeremy Irons, Penelope Wilton, testi di Harold Pinter, regia di Alan Stanford, Gate Theatre di Dublino.

## Opere

### Drammaturgie
- La stanza (The Room, 1957)
- Il compleanno (The Birthday Party, 1957)
- Il calapranzi (The Dumb Waiter, 1957)
- A Slight Ache (1958)
- La serra (The Hothouse, 1958)
- The Black and White (1959)
- Il guardiano (The Caretaker, 1959)
- Trouble in the Works (1959)
- Last to Go (1959)
- Request Stop (1959)
- Una serata fuori (A Night Out 1959)
- That's Your Trouble (1959)
- That's all (1959)
- Interview (1959)
- Il candidato (1959)
- Dialogue for Three (1959)
- Night School (1960)
- The Dwarfs (1960)
- The Collection (1961)
- L'amante (The Lover, 1962)
- Tea Party (1964)
- Il ritorno a casa (The Homecoming, 1964)
- Il seminterrato (The Basement, 1966)
- Paesaggio (Landscape, 1967)
- Silenzio (Silence, 1968)
- Notte (Night, 1969)
- Vecchi tempi (Old Times, 1970)
- Monologo (Monologue, 1972)
- Terra di nessuno (No Man's Land, 1974)
- Tradimenti (Betrayal, 1978)
- Voci di famiglia (Family Voices, 1980)
- Una specie di Alaska (A Kind of Alaska, 1982)
- Victoria Station (1982)
- Precisely (1983)
- Il bicchiere della staffa (One for the Road, 1984)
- Il linguaggio della montagna (Mountain Language, 1988)
- The New World Order (1991)
- Party Time (1991)
- Chiaro di luna (Moonlight, 1993)
- Ceneri alle ceneri (Ashes to Ashes, 1996)
- Anniversario (Celebration, 1999)
- Proust. Una sceneggiatura (Remembrance of Things Past, 2000) - basato sull'omonima opera di Marcel Proust
- Press Conference (2002)
- Apart From That (2006)

### Romanzi
- Kullus (1949)
- I nani (The Dwarfs, 1952)
- Latest Reports from the Stock Exchange (1953)
- The Black and White (1954)
- The Examination (1955)
- Tea Party (1963)
- The Coast (1975)
- Problem (1976)
- Lola (1977)
- Short Story (1995)
- Girls (1995)
- Sorry About This (1999)
- God's District (1997)
- Tess (2000)
- Voices in the Tunnel (2001)

### Raccolte di poesie
- Poems (1971)
- I Know the Place (1977)
- Poems and Prose 1949–1977 (1978)
- Ten Early Poems (1990)
- Collected Poems and Prose (1995)
- The Disappeared and Other Poems (2002)
- Six Poems for A. Warwick (2007)
- Poesie d'amore, di silenzio, di guerra (2010)[7]

## Filmografia

### Sceneggiatore
- The Caretaker - Il guardiano, regia di Clive Donner (The Caretaker, 1963) - tratto dal dramma Il guardiano dello stesso Pinter
- Il servo[8], regia di Joseph Losey (The Servant, 1963)
- Frenesia del piacere, regia di Jack Clayton (The Pumpkin Eater, 1964)
- The Quiller Memorandum, regia di Michael Anderson (1965)
- L'incidente, regia di Joseph Losey (Accident, 1967)
- Festa di compleanno, regia di William Friedkin (The Birthday Party, 1968) - tratto dal dramma Il compleanno dello stesso Pinter
- Messaggero d'amore, regia di Joseph Losey (The Go-Between, 1971)
- The Homecoming, regia di Peter Hall (1973) - tratto dal dramma Il ritorno a casa dello stesso Pinter
- Langrishe, Go Down, regia di David Hugh Jones (1974) - Film TV
- Gli ultimi fuochi, regia di Elia Kazan (The Last Tycoon, 1976)
- La donna del tenente francese, regia di Karel Reisz (The French Lieutenant's Woman, 1981)
- Tradimenti, regia di David Hugh Jones (Betrayal, 1983) - tratto dall'omonimo dramma dello stesso Pinter
- Tartaruga ti amerò, regia di John Irvin (Turtle Diary, 1985)
- L'amico ritrovato, regia di Jerry Schatzberg (Reunion, 1989)
- Il racconto dell'ancella, regia di Volker Schlöndorff (The Handmaid's Tale, 1990)
- Cortesie per gli ospiti, regia di Paul Schrader (The Comfort of Strangers, 1990)
- Quel che resta del giorno, regia di James Ivory (The Remains of the Day, 1993) - non accreditato
- The Trial, regia di David Hugh Jones (1993) - Film TV
- Sleuth - Gli insospettabili, regia di Kenneth Branagh (Sleuth, 2007)

## Riconoscimenti
- Diploma Honoris Causa in recitazione, Accademia dei Filodrammatici di Milano
- Premio Nobel per la letteratura 2005
- Premio Europa per il teatro 2006